# Silk Grass Creek
Silk Grass Creek (dt.: „Seidengras-Bach“) ist ein Fluss in Belize. Der Fluss verläuft im Norden des Stann Creek District. Nach einem Verlauf von 27 Kilometern mündet er in der Commerce Bight in die Karibische See.

## Geographie
Der Fluss entspringt in den Ausläufern der Maya Mountains im Gebiet des Sittee River Forest Reserve und der Monday Morning Ridge, etwa vier Kilometer südlich von Cow Creek. Von dort fließt der Silk Grass Creek nach Süden und passiert den Mayflower Bocawina National Park, wo der Fluss die Bocawina Falls bildet. Er erhält auch Zufluss von Dog Creek und an einem weiteren Zufluss befinden sich die Antelope Falls. Dann tritt der Fluss in das Küstenland von Belize ein und wendet sich nach Osten. Er wird vom Southern Highway überquert und vier Kilometer südlich liegt die Siedlung Silk Grass. Östlich des Southern Highway gibt es eine Strecke an der intensiv Landwirtschaft betrieben wird und der Fluss verläuft schnurgerade nach Osten. nur wenig nördlich der Commerce Bight Lagoon mündet er in die Commerce Bight.